# Kablo

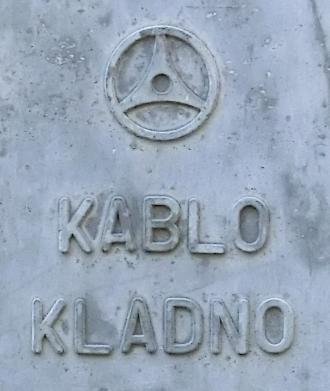
Logotyp KABLO na skříňce telefonní přípojky

Kablo byl československý koncernový podnik, který sdružoval všechny výrobce kabelů, vodičů a příslušenství v tehdejší ČSSR. Fungoval mezi lety 1958 a 1990.

## Historie koncernu
Původním mateřským a řídicím závodem se pro většinu československých podniků bylo v letech 1946–1950 KABLO Bratislava n.p. V roce 1950 došlo k první velké reorganizaci československého průmyslu a jednotlivé kabelovny se osamostatnily.[zdroj?] V roce 1958 v rámci další velké reorganizace vznikl koncernový podnik KABLO Kladno, n.p.
Rozhodnutím ministra elektrotechnického průmyslu ČSSR č. 15/1980 ze dne 12. 12. 1980 byly k 1. lednu 1981 zřízeny Závody silnoproudé elektrotechniky, koncern Praha (neboli ZSE), do kterých bylo organizačně začleněno také Kablo Kladno, koncernový podnik.
K další změně došlo od 1. 7. 1988, kdy se rozhodnutím ministra hutnictví, strojírenství a elektrotechniky ČSSR č. 2/1988 ze dne 27. 6. 1988 koncern ZSE změnil na státní podnik Závody silnoproudé elektrotechniky Praha, kombinát Praha.
Kablo tak získalo aspoň pomyslnou samostatnost, úplnou až v roce 1990, kdy se rozpadl i celý koncern Kablo a kdy se podřízené závody osamostatnily, většinou však s původním názvem. V rámci privatizace a globalizace však všechny ztratily svůj původní název, a mnohé z nich i v roce 1990 nabytou organizační, finanční a rozhodovací nezávislost.[ujasnit]

## Jednotlivé podniky

### KABLO Kladno
Původní adresa: 272 01 Kladno, Průmyslová 1130
Kladenský závod je pod názvem NKT s.r.o společně se závodem ve Velkém Meziříčí součástí skupiny NKT.
V kladenské kabelovně se vyrábějí měděné a hliníkové kabely nízkého napětí do 1 kV pro použití zejména v energetickém sektoru, bezhalogenové kabely se zvýšenou bezpečností v případě požáru pro určené pro bezpečnou infrastrukturu a kabely pro speciální použití v různých průmyslových odvětvích. Závod prošel v roce 2009 přestavbou.

### KABLO Bratislava
Původní adresa: 812 61 Bratislava, Továrenská 11

#### Od začátků do 90. let 21. století
Počátek výroby kabelů v Bratislavě sahá do roku 1895, kdy vídeňský podnikatel Otto Bondy založil společnost Továreň na káble. Malá dílna o třiceti zaměstnancích se během deseti let rozrostla na plochu 1,5 hektaru. Tou dobou se už zde vyráběly kabely silové, telefonní i topné a vedle toho i výrobky z kaučuku.[zdroj?]
V roce 1946 byla továrna znárodněna a přejmenována na KABLO Bratislava. Zároveň se stala do roku 1950 stala dočasným sídlem generálního ředitelství všech československých kabeloven. V roce 1957 se začalo s výrobou celoplastových 1 kV kabelů s izolací i pláštěm z měkčeného PVC, nejprve z emulzního, později z kvalitnějšího suspenzního PVC. Tomu předcházel vývoj spolu s Výskumným ústavom káblov a izolantov. Roku 1967 se začalo s výrobou celoplastových kabelů i pro napětí 6 kV – tehdy na to ještě neexistovaly normy IEC a KABLO tedy vypracovalo vlastní technické podmínky. Později se ukázalo, že tyto podmínky jsou ještě přísnější než pozdější mezinárodní norma IEC 60502.[zdroj?]
Státní podnik ZSE Kablo Bratislava, kombinátny podnik (IČO 001821) byl založen k 12. 9. 1988 a jeho prvním ředitelem se stal Ing. Milan Malata, jenž od roku 1975 vedl závod KABLO Malacky a byl i zástupcem ředitele ZSE. V červnu 1989 ho vystřídal Ing. Jaroslav Rasocha. V roce 1990 se závod osamostatnil a po privatizaci v roce 1992 se o vedení společnosti dělili Ing. Ondrej Pazdernatý spolu s Dr.Ing. Rainerem Hermannem. Od 30. 4. 1992 již jménem společnosti jednal pouze Dr. Hermann.[zdroj?]

#### Devadesátá léta
K 31. 12. 1991 byla založená společnost KABLO Bratislava, spol. s r.o. (IČO 30 841 143). Sídlo podniku bylo tehdy tradičně na adrese Továrenská 11. Od 30. 4. 1992 se sídlo firmy přemístilo na adresu Bajkalská 27 a k 8. 7. 1992 do společnosti kapitálově vstoupila Kabel-, und Drahtwerke AG Baden z koncernu Siemens, jež zvýšila základní jmění na 125 milionů Kč. Došlo k investicím ve výši 1,05 mld. Kčs na konsolidaci podniku a nové technologie, což se odrazilo v růstu obratu na 1,04 mld Sk v roce 1994. Majitel se k 10. 2. 1995 transformoval na Österreichische Kabelwerke GmbH, tou dobou šlo 60 % výroby na vývoz a průměrná mzda zhruba pěti set zaměstnanců činila necelých 10 tisíc Sk.[zdroj?] V květnu 1996 společnost získala certifikát kvality EN ISO 9001 a následujícího roku získala Cenu Slovenskej republiky za kvalitu 1997. K 15. 8. 1996 se základní jmění bratislavského Kabla zvýšilo na 300 milionů Sk a k 15. 12. 1998 došlo k další změně majitele. Tím se stala OEKW Starkstromkabel Beteiligungsgesellschaft mbH, součást italského holdingu Pirelli Cable Holding N.V.

#### 21. století
K 2. 11. 2000 bylo opět navýšeno základní jmění na 523.334.000 Sk. V roce 2002 již činil obrat 2,2 miliardy Sk a množství vyrobených kabelů činilo přes 30.000 tun, o rok později to bylo 35.000 tun a 2 miliardy Sk, v roce 2004 byly tržby 2,4 miliardy Sk a zisk po zdanění 65 milionů Sk.[zdroj?] Areál Kabla kousek od městského centra již logisticky nevyhovoval, (stísněné prostory areálu a přímé vyústění brány na rušnou bratislavskou ulici), takže se rozhodlo o stěhování podniku a opuštění původního areálu. Na podzim 2005 byl bratislavský areál prodán developerské společnosti HB Reavis Group a během patnácti měsíců se všechny výrobní provozy přestěhovaly na Záhorie do průmyslového areálu Eurovalley Malacky.
Holding Pirelli byl poté koupen americkou investiční bankou Goldman Sachs a v srpnu 2005 již byla majitelem Kabla italská společnost s ručením omezeným GSCP ATHENA, S. r. l.. Prvního října 2005 byla bratislavská společnost přejmenována na Prysmian Kablo s.r.o., jejíž základní jmění činilo 640.027.000 Sk. Dva roky poté Prysmian Kablo přesídlila na adresu Trnavská cesta 50. Kvůli vstupu Slovenské republiky do Evropské měnové unie musela být přeceněna i společnost Prysmian Kablo a od 5. 11. 2009 bylo její jmění udáváno ve výši 21.246.001 euro. Prymian Kablo vyrábí kabely pro energetiku a telekomunikace – celoplastové silové kabely a vodiče do 450/750 V, celoplastové silové kabely 1–35 kV, speciální (sdělovací a signální) kabely a vodiče a izolační materiály (PVC).

#### Původní areál společnosti
V září 2007 se rozhodla developerská společnost HB Reavis Group, že v oblasti Mlýnske nivy zrealizuje projekt Twin City a v této souvislosti měly být všechny původní budovy zbourány. Přes snahu Pamiatkového ústavu SR opravdu došlo mezi 18. 11. 2007 a 12. 1. 2008 ke zbourání historických budov kotelny od architekta Alexandra Feiglera i funkcionalistické ředitelské budovy od architekta Ludwiga Ramlera, výrobní haly byly zbourány bez povolení. Údajně byly zchátralé, nestabilní a ohrožovaly by okolojdoucí chodce. Stavebný úrad Bratislava – Staré Mesto udělil developerovi pokutu 1 mil. Sk, tedy polovinu zákonného maxima.

### KABLO Děčín
Původní adresa: 405 33 Děčín 5 – Rozbělesy, Ústecká 33
Po reorganizaci koncernu v 1958 se do Děčína přesunula z Kladna výroba dálkových kabelů. Následně se zde zrušila výroba klasických silových kabelů na 1 Kv a v devadesátých letech se zastavila výroba kabelů středního napětí. Děčínský závod se od roku 1986 věnoval i výrobě optických kabelů, čímž se tehdejší Československo stalo teprve šestou zemí na světě, kde byly optické kabely vyráběny. Dnes se společnost jmenuje Kabelovna Děčín-Podmokly a.s. (staronový název) a patří německo-americké investiční skupině Wilms Gruppe.

### KABLO Hostivař

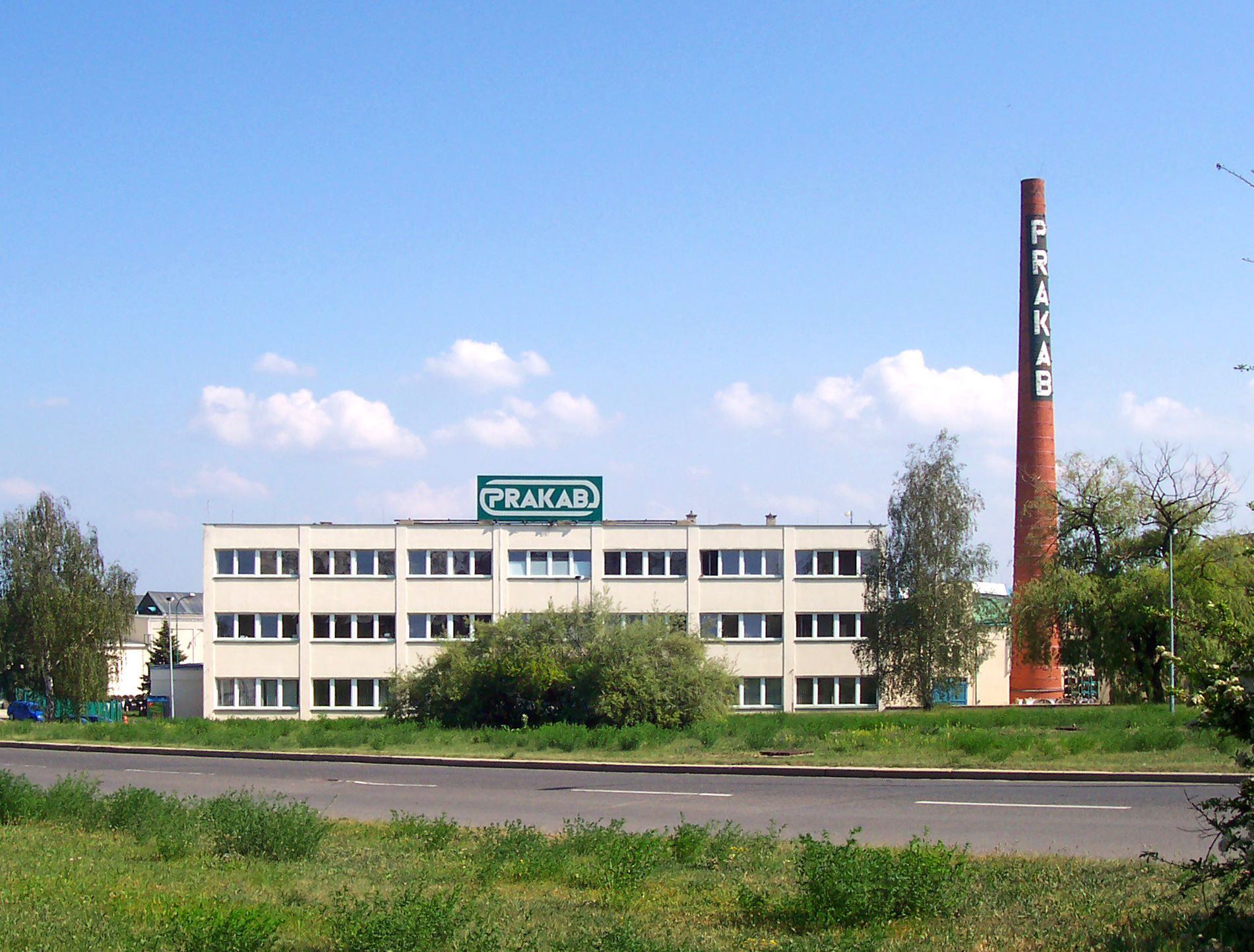
Hostivařská kabelovna v květnu 2007

Původní adresa: Praha 20 – Hostivař, U Kabelovny 278
Dnes se společnost jmenuje PRAKAB PRAŽSKÁ KABELOVNA s.r.o. (staronový název) a patří rakouské skupině SKB.

### KABLO Kolín
Původní adresa: 280 94 Kolín IV, Havlíčkova 432
Kolínský závod zahájil výrobu elektroinstalačního úložného materiálu, plášťových a pancéřových elektroinstalačních trubek, krabic a ostatního příslušenství v roce 1926. Od roku 1939 závod vlastnila spol. ISOLIT z Jabloného nad Orlicí. V roce 1946 byl znárodněn a začleněn do národního podniku KABLO Bratislava (později roku 1958 do KABLO Kladno). Závod se osamostatnil až v roce 1990 (KABLO Kolín), privatizován byl v roce 1994 (Kopos Kablo Kolín s.r.o.). V roce 1996 byla založena společnost KOPOS KOLÍN a. s.

### KABLO Malacky
Původní adresa: 901 13 Malacky, Továrenská 15
Podnik KABLO MALACKY š.p. (IČO 418 323) vznikl na základě rozhodnutí Ministerstva hutnictví, strojírenství a elektrotechniky ČSFR č. 94/1990 ze dne 19. 6. 1990, a to odštěpením se původní pobočky podniku KABLO Bratislava. Jeho původní výrobní program byl zaměřen na plastikářský, gumárenský a kabelářský výzkum a vývoj, včetně jejich malosériové výroby a prodeje.
V květnu 1994 byl podnik přejmenován na KABLEX Malacky š.p. a v červenci se rozhodlo o jeho privatizaci, následkem čehož státní podnik o kmenovém jmění 456.018.000 Sk k 30. 11. 1994 zanikl a jeho jmění vložil slovenský Fond národného majetku do nově vzniklé KABLEX Malacky a.s. (IČO 34 113 258), která vznikla k 1. 12. 1994 (ovšem se základním jměním 409.894.000 Sk).
Na návrh Konsolidačnej banky byl dne 20. 8. 1997 usnesením Krajského súdu v Bratislave vyhlášen konkurs na společnost KABLEX Malacky a.s. a správcem konkursní podstaty se stal bratislavský advokát JUDr. Pavol Bagin. V dubnu 1999 podal Fond národného majetku SR trestní oznámení na advokáta Bagina kvůli podezření ze spáchání trestného činu podvodu, porušování povinností při správě cizího majetku, porušování závazných pravidel hospodářského styku a z podvodného úpadku.
Dne 14. 6. 2004 vydal soudce JUDr. Eugen Palášthy rozsudek o způsobu uspokojení věřitelů (pohledávky úřadů a pojišťoven 100 %, ostatní věřitelé 8,37 %, takže např. Závody ťažkého strojárstva Dubnica nad Váhom obdržely 21,96 Sk). Krajský súd v Bratislave sice 8. 8. 2005 konkurs opět zrušil, z důvodu předchozích závažných chyb, nicméně z KABLEXu v té době zbýval jen chátrající areál, o který měla zájem developerská společnost Eurovalley. Ta sem také později přetáhla z Bratislavy společnost Prysmian Kablo s.r.o., bývalá mateřská společnost se tak usadila v areálu bývalé dceřiné společnosti a pomyslný kruh se tak uzavřel.[ujasnit]
Dnes v místě působí kromě Prysmianu také společnosti SkyLife spol. s r.o. (založena roku 1998) a SKIMEX, a.s. (založena roku 2000). Zabývají se kabelářskou výrobou, ale nemají právní návaznost na původní podnik. Mezi jejich zakladateli jsou bývalí vrcholoví manažeři KABLEXu[zdroj?] Ing. Jozef Staroň (zároveň bývalý ředitel Západoslovenských cementární a vápenok, š.p.) a Ing. Štefan Temer. Nekabelářskou výrobu v areálu provozuje německá společnost Richard Fritz - výrobce okenních systémů pro koncern Volkswagen, který se sem přestěhoval v září 2001.

### KABLO Velké Meziříčí

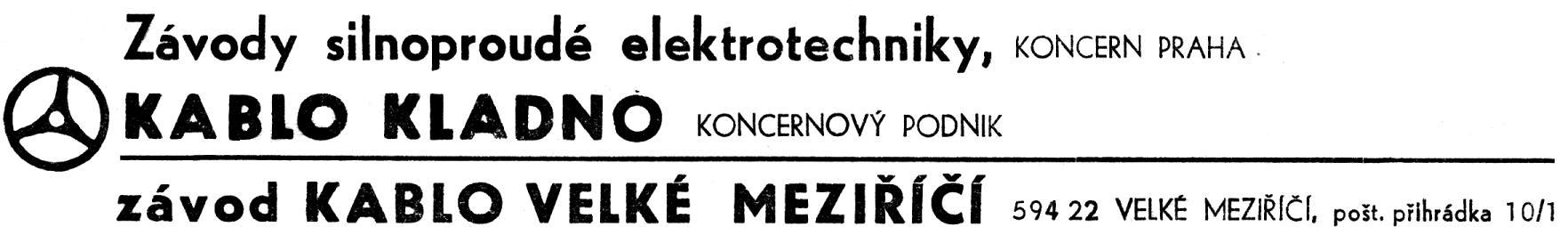
Hlavička dopisu z KVM z roku 1987

Původní adresa: 594 01 Velké Meziříčí, U tržiště 1
Závod v Meziříčí je pod názvem NKT s.r.o společně se závodem na Kladně součástí skupiny NKT.

### KABLO Vrchlabí
Původní adresa: 543 14 Vrchlabí, Žižkova 509
Společnost se přejmenovala na nkt cables Vrchlabí k.s. a patřila dánskému holdingu NKT Cables až do roku 2017. Tehdy společnost koupila
německo-americká investiční skupina Wilms Gruppe a společnost se přejmenovala na Kablo Vrchlabí s.r.o.

### GUMON Bratislava
Původní adresa: 825 16 Bratislava, Košická 6
Výrobce izolačních materiálů se odštěpil od bratislavského Kabla v roce 1990. Od roku 1996 byla výroba zastavena a roku 1998 byl GUMON poslán do právní likvidace. V roce 2005 byly výrobní haly využívání jako hudební klub Fabrika music club. Roku 2008 byl výrobní areál zbourán včetně architektonicky cenné lisovny bakelitu.

### VÚKI Bratislava

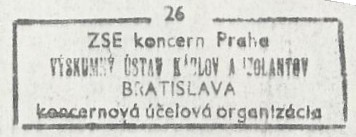
Staré razítko VÚKI, cca rok 1987

Původní adresa: 812 61 Bratislava, Továrenská 14
Zkratka znamená Výskumný ústav káblov a izolantov, odštěpil se od bratislavského Kabla v roce 1950. Dnes se společnost jmenuje VUKI, a.s..